# Adam Cichocki (polityk)
Adam Cichocki (ur. 1 lutego 1956 w Namysłowie) – polski urzędnik państwowy, były wojewoda lubelski.

## Życiorys
Syn Nikodema i Janiny. W 1981 ukończył studia filozoficzne na Katolickim Uniwersytecie Lubelskim.
Od drugiej połowy lat 70. działał w opozycji demokratycznej, początkowo w ramach Ruchu Obrony Praw Człowieka i Obywatela. Po studiach podjął pracę w zarządzie Regionu Środkowo-Wschodniego NSZZ „Solidarność” w Lublinie. Po wprowadzeniu stanu wojennego został internowany na okres od 10 lutego do 9 kwietnia 1982, a następnie skazany na karę trzech lat pozbawienia wolności. Objęty amnestią w lipcu 1983, rozpoczął pracę w Spółdzielni Mieszkaniowej „Kolejarz” w Lublinie, gdzie pracował do 1984. Przez kolejne pięć lat był zatrudniony na stanowisku referenta Wydziału Duszpasterstwa w kurii biskupiej. Jednocześnie był kierownikiem Diecezjalnego Studium Katolickiej Nauki Społecznej.
Od 1990 pełnił funkcję dyrektora Wojewódzkiego Biura Pracy w Lublinie. W pierwszej połowie lat 90. działał w Porozumieniu Centrum. W okresie 1992–1993 sprawował urząd wojewody lubelskiego. W 1996 był współtwórcą i pierwszym prezesem Instytutu Chrześcijańsko-Demokratycznego im. Ignacego Paderewskiego. Zasiadał przez kilka lat w Radzie Katolików Świeckich. Od lipca 2007 do marca 2009 wchodził w skład Rady Służby Publicznej. Zajął się prowadzeniem własnej działalności gospodarczej w branży konsultingowej.

## Odznaczenia
Odznaczony Krzyżem Wolności i Solidarności (2015). W 2007 otrzymał Krzyż Kawalerski Orderu Odrodzenia Polski.